# Parque natural de las Hoces del Río Riaza
El Parque Natural de las Hoces del Río Riaza está situado en el noreste de la provincia de Segovia (España), cerca del límite con la provincia de Burgos, abarcando 6470 ha de los municipios de Montejo de la Vega de la Serrezuela, Valdevacas de Montejo y Maderuelo, y están declaradas parque natural desde el 18 de enero de 2005, aunque desde 1987 ha tenido distintos niveles de protección.
Se trata de un espacio en torno a las hoces del río Riaza, de gran valor geomorfológico, botánico y, sobre todo, con gran variedad y cantidad de aves rupículas y rapaces. 
Su formación se debe al encajonamiento del río Riaza por disolución y erosión de la roca caliza, pero también existe otra zona de llanura aluvial, donde se han depositado los sedimentos arrastrados por el río. 

## Fauna animal

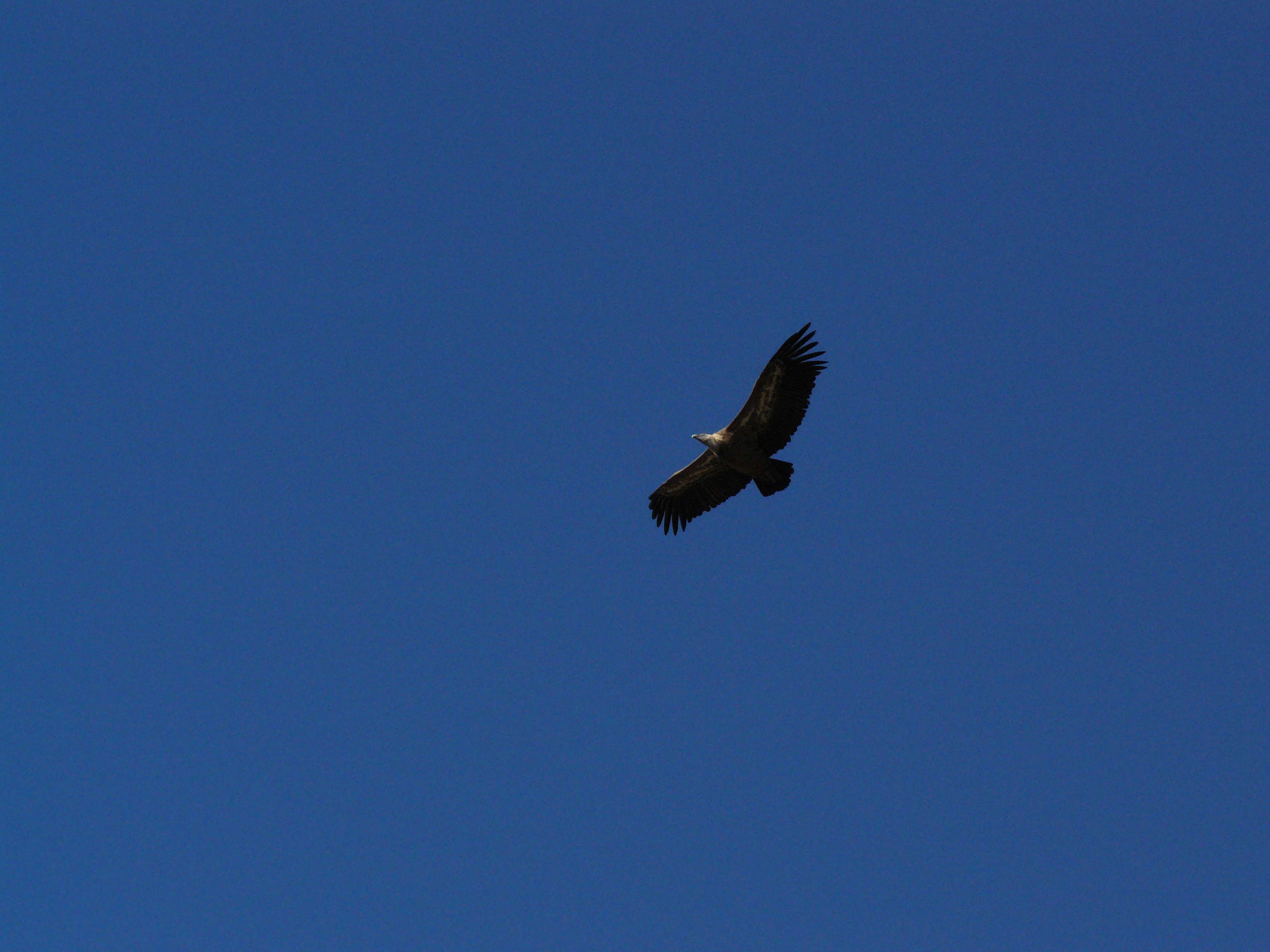
Un buitre leonado en el parque.

La colonia de buitre leonado es de las mayores de España, pero también se encuentran importantes colonias de alimoche, halcón peregrino, águila culebrera y otras poblaciones de distintas aves y reptiles. En el río abunda la nutria. Los riscos donde se observan mayores concentraciones de aves de presa son el cerro del Portillo, la peña de la Zorra y la Murcielaguera. En esta última existe una gran colonia de murciélagos ratoneros.

## Vegetación
La riqueza botánica se centra en la vegetación y bosque de ribera, con abundancia de olmos, chopos, alisos y fresnos aunque también existen muchas sabinas, majuelos, escaramujos, quejigos, encinas.